# Турмбергбан
48°59′52″ пн. ш. 8°29′00″ сх. д. / 48.9979° пн. ш. 8.4834° сх. д.
Турмбергбан (нім. Turmbergbahn) — недіючий фунікулер в Карлсруе, Німеччина.
Це найстаріший діючий фунікулер в Німеччині.
Від колишнього центру Карлсруе — Дурлаха, лінія прокладена на Турмберг, гора з якої в ясний день є чудовий краєвид на долину Рейну, Пфальцький ліс та прилеглі частини Ельзасу.

Лінія вперше була відкрита в 1888 році компанією Turmbergbahn Durlach AG, і в її початковій формі використовувалася водяна баластна система руху, подібна до тієї, що досі використовується на Неробергбан у Вісбадені.
Робота фунікулера двічі переривалася під час Другої світової війни, один раз на початку і знову в 1945—1946 роках.
Лінія була повністю перебудована в 1966 році, а водяний баластний привід був замінений звичайним електроприводом.
У 2019 році було вирішено продовжити колії фунікулера до підніжжя пагорба, наблизивши його до кінцевої станції трамвая до Дурлаху.

На початок 2020-х є під орудою Verkehrsbetriebe Karlsruhe, оператор трамваїв Карлсруе.

29 грудня 2024 року Турмбергбан закрито, оскільки технічна ліцензія на експлуатацію закінчилася в кінці того ж року. 
Заплановане оновлення та розширення було схвалено в листопаді 2024 року, але остаточне рішення міської ради Карлсруе щодо оновлення системи все ще очікується на момент закриття фунікулеру. 

Фунікулер має такі технічні параметри:
- Довжина: 315 м
- Висота: 100 м
- Максимальний градієнт: 36,2 %
- Конфігурація: одноколійна з роз'їздом
- Час у дорозі: 3 хвилини
- Вагони: 2
- Місткість: 52 пасажири на машину
- Ширина колії: 1000 мм
- Тяга: Електрика